# Taurinia Fabbrica Automobili
Taurinia Fabbrica Automobili S.A., zuvor Società Taurinia, war ein italienischer Hersteller von Automobilen.

## Unternehmensgeschichte
Francesco Darbesio, Giuseppe Alby und Eugenio Canfari gründeten am 6. November 1902 in Turin das Unternehmen Società Taurinia zur Produktion von Automobilen. Der Markenname lautete Taurinia. 1907 entstand das neue Unternehmen Taurinia Fabbrica Automobili S.A. ohne Giuseppe Alby und Eugenio Canfari. 1908 endete die Produktion.

## Fahrzeuge
Das erste Modell 9,5 HP hatte einen Einzylindermotor von De Dion-Bouton und Kardanantrieb. 1906 folgten Modelle wie der 10/12 HP, die mit einem Vierzylindermotor der Fafnir-Werke ausgestattet waren. Als letztes Modell erschien 1907 der 14/18 HP mit Kardanantrieb. Der Vierzylindermotor mit seitlich liegender Nockenwelle und seitlichen Ventilen verfügte über 3054 cm³ Hubraum. Die bauartbedingte Höchstgeschwindigkeit war mit 65 km/h angegeben.

## Renneinsätze
Giuseppe Alby gewann 1904 in seiner Fahrzeugklasse beim Bergrennen von Susa nach Moncenisio. Giuseppe Alby und Eugenio Canfari gewannen 1906 die Coppa del Vecchio Chauffeur in der Settimana Automobilistica di Sanremo.